# Wybór ekspertów
Wybór ekspertów – procedura, z grupy metod heurystycznych, mająca na celu wyłonienie odpowiedniej grupy ekspertów w celu prowadzenia badań. W procesie prognozowania może brać udział od kilku do kilkuset ekspertów.
Pod pojęciem eksperta uważa się osobę, która została zaproszona do udziału w badaniu ze względu na swoją osobowość, wiedzę, szerokie horyzonty myślenia itp. Są to zatem osoby, do których kompetencji w określonej dziedzinie ma się zaufanie.
Podstawowym założeniem tej metody heurystycznej jest fakt, że trafność sądów grupowych jest zazwyczaj wyższa niż indywidualnych ekspertów (choć jednocześnie mogą podlegać syndromowi "grupomyślenia"). Informacje dotyczące przedmiotu badań otrzymane od grupy są co najmniej tak wartościowe, jak od każdego z uczestników grupy z osobna. Duża wiedza jednych ekspertów w określonej dziedzinie może rekompensować niewiedzę innych ekspertów, którzy posiadają szeroką wiedzę w innych dziedzinach. Odpowiedni dobór ekspertów, którzy będą ze sobą współpracować i wymieniać się swą wiedzą, często powoduje, że równoważą się ich poglądy. Fakt ten jest bardzo istotny w metodzie delfickiej, której celem jest uzyskanie zgodnych opinii wszystkich ekspertów.
Należy również zaznaczyć, iż w grupie łatwiej przychodzi podejmowanie ryzyka. Jest to bardzo istotne w prognozowaniu. Często sformułowana prognoza może być ryzykowna dla prognosty. Może ona bowiem znacznie różnić się od przyjętych powszechnie przekonań odnoszących się przyszłości, co może podważać profesjonalizm prognosty.
Wymagania, jakimi należy kierować się przy wyborze ekspertów powinny być następujące:
- grupa ekspertów powinna być uniwersalna, złożona zarówno z osób wszechstronnych, zainteresowanych przyszłością, jak i z reprezentantów specjalistycznych dziedzin nauki i praktyki,
- wybrane osoby powinny niezależnie myśleć oraz mieć niezależną wizję przyszłości,
- grupa powinna być odpowiednio liczna, by reprezentować różne poglądy.

W dostępnych publikacjach nie ma wspólnego stanowiska odnośnie do optymalnej wielkości grupy. Jest ona również uzależniona od przyjętej metody eksperckiej. Przykładowo, w burzy mózgów uważa się, że grupa powinna być raczej mniejsza niż większa i liczyć od 2 do 9 uczestników. Natomiast K. Brockhoff uważa, iż jakość sądów grupowych uzyskanych metodą delficką rośnie wraz ze wzrostem liczebności grupy.
Poglądy odnośnie do optymalnej struktury grupy również są zróżnicowane. Najczęściej przyjmuje się jednak, że grupy niejednorodne są bardziej trafne w swych opiniach niż grupy jednorodne. Z kolei K. Brockhoff uważa, że jakość grupy ekspertów oceniających się jako wysoko wykwalifikowani jest większa niż grupy uczestników, którzy ocenili się nisko pod względem kwalifikacji. 
Do badania dopuszczalności prognoz opracowywanych w oparciu o metody heurystyczne wykorzystywane mogą być błędy ex post lub opinie niezależnych ekspertów.